# Chiesa di Santa Caterina (Rovereto)
La chiesa di Santa Caterina è la parrocchiale di borgo Santa Caterina a Rovereto in Vallagarina, Trentino. Fa parte della zona pastorale della Vallagarina dell'arcidiocesi di Trento e risale al XV secolo.

## Storia

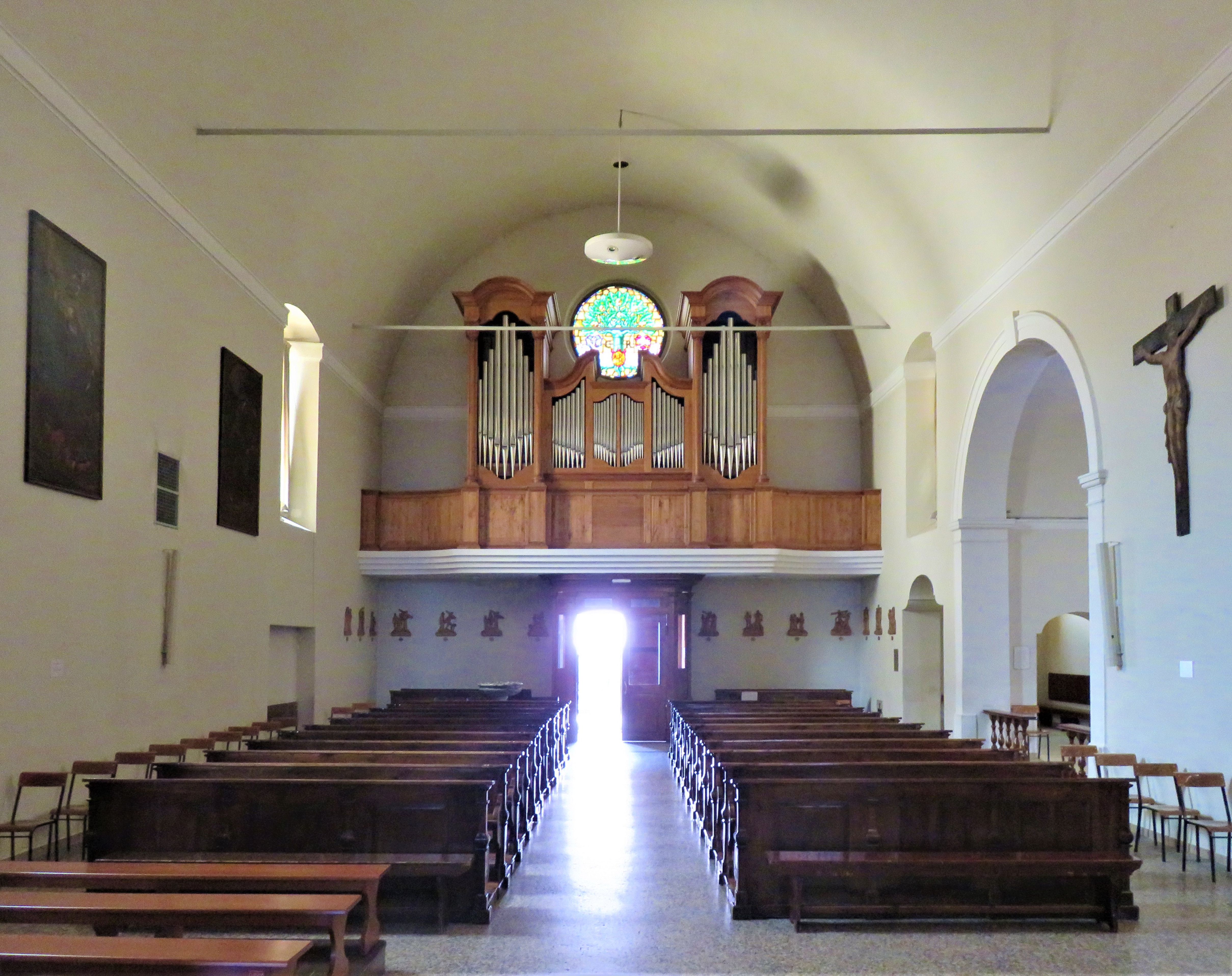
Sala della chiesa con cantoria e organo a canne.

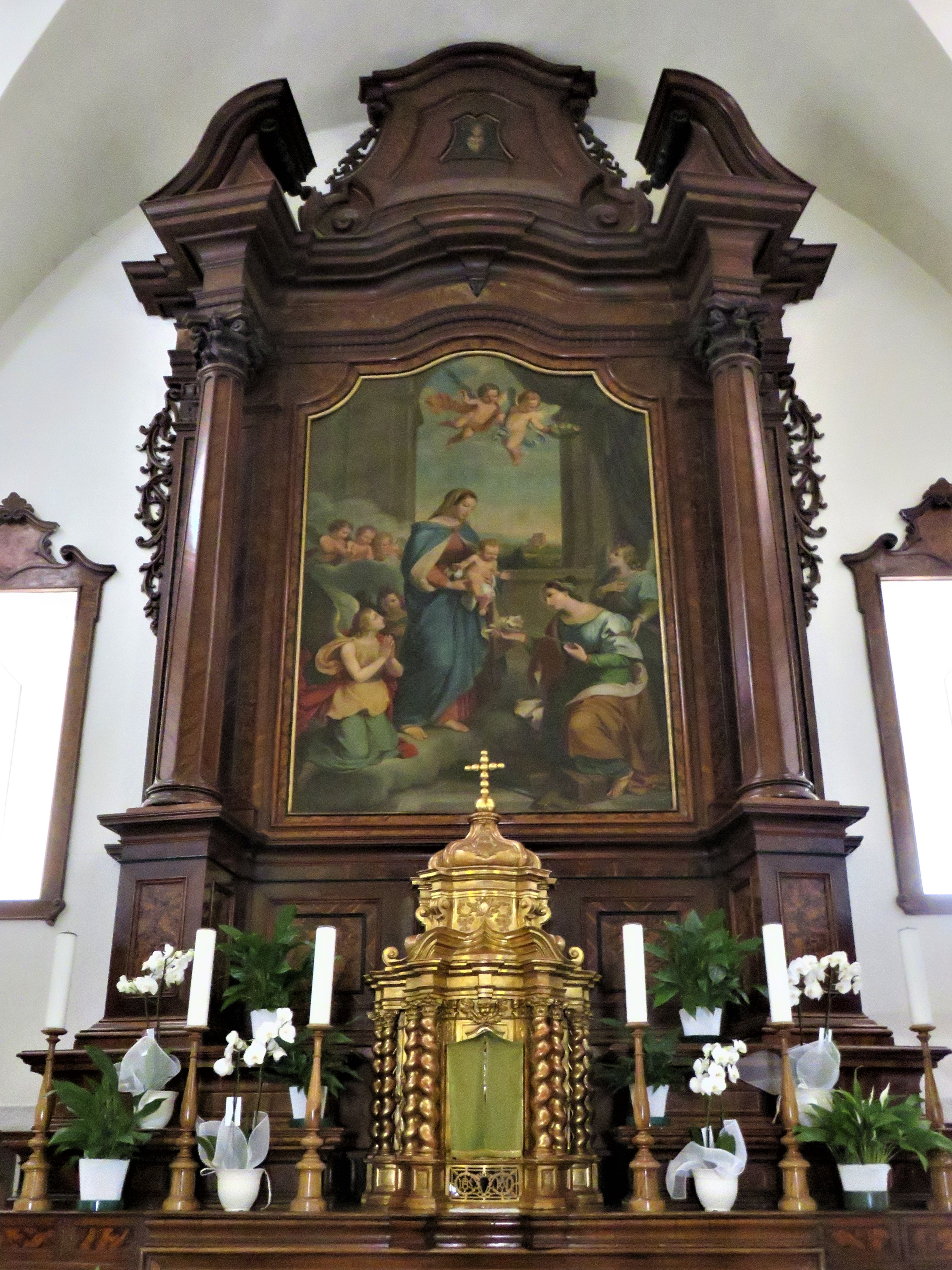
Pala d'altare raffigurante Madonna con Bambino e Santa Caterina di Giuseppe Craffonara.

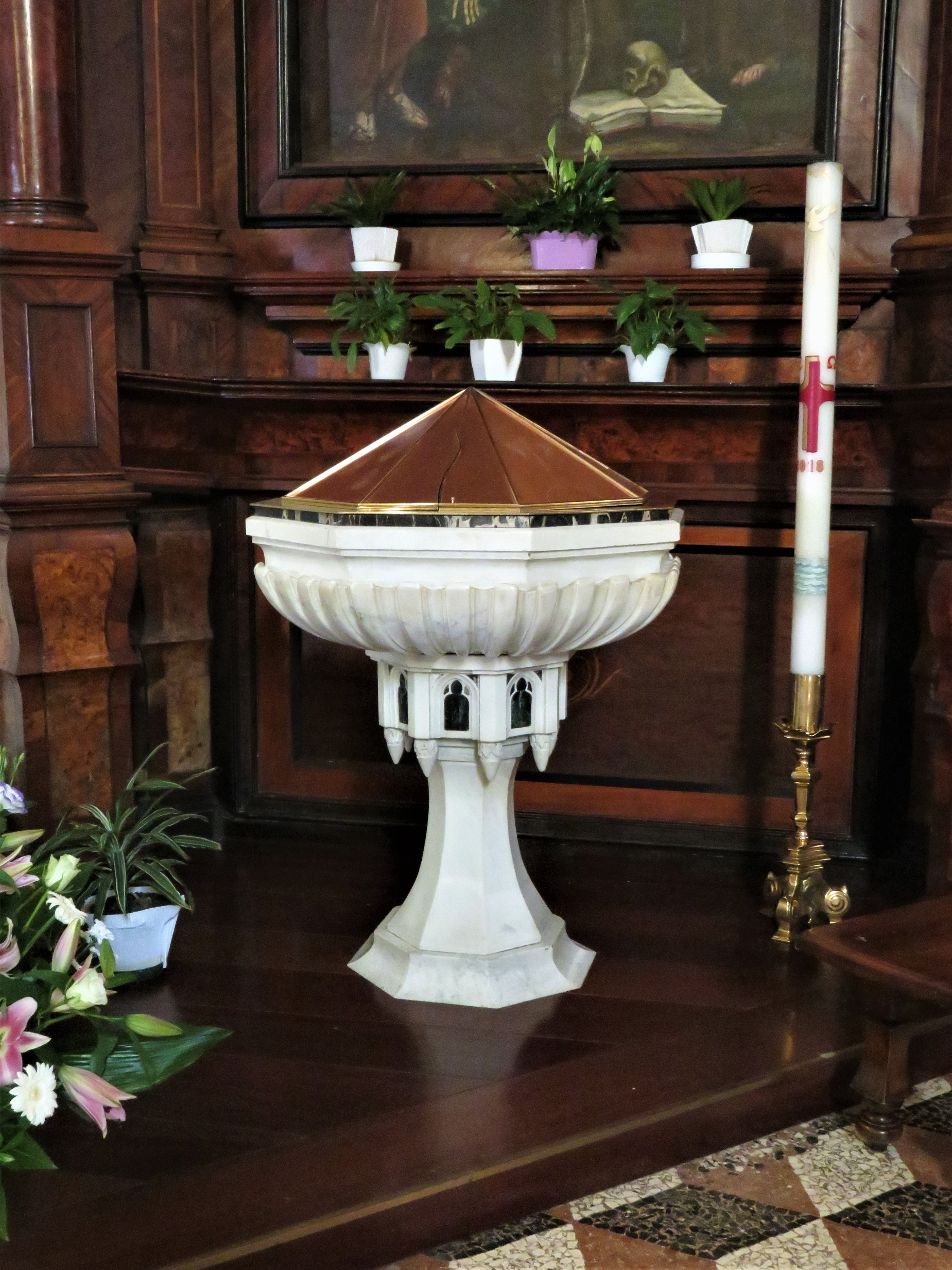
Fonte battesimale.

La prima citazione di un edificio religioso dedicato a Santa Caterina d'Alessandria nella città di Rovereto risale al 1470, e si trova in un documento dell'arciprete di Lizzana del periodo, unico autorizzato a tenervi celebrazioni religiose. Durante la dominazione della Repubblica di Venezia quella prima chiesa fu abbattuta per rinforzare le mura cittadine nella parte che riguardava il torrione Basadonna. Quindi la posizione di quel primo edificio sacro era sensibilmente diversa da quella scelta per la nuova costruzione, perché era più vicina alla zona del castello di Rovereto e alla più recente piazza delle Erbe.
In seguito a quella demolizione una nuova chiesa di Santa Caterina venne edificata attorno al 1575 in posizione più occidentale e ne fu affidata inizialmente la conduzione alle suore benedettine.
Più tardi, tra il 1621 ed il  1636, quando subentrarono i padri cappuccini, l'edificio venne ristrutturato in modo radicale e nel 1636 si ebbe la consacrazione a san Francesco e a santa Caterina d'Alessandria, alla presenza del principe vescovo di Trento Carlo Emanuele Madruzzo.
Nel XVIII secolo vennero sistemati altari laterali e fu sostituito l'altare maggiore, tutti in legno. Durante il primo conflitto mondiale Rovereto venne toccata pesantemente e la chiesa subì danni ingenti, quindi venne restaurata, nel 1937. 
Nuovamente, durante il secondo conflitto mondiale, si ebbero altri danneggiamenti, seguiti da nuovi restauri nel dopoguerra. 
Tra il 1957 ed il 1959 nuovi interventi, anche sul vicino convento, videro coinvolto l'architetto cittadino Giovanni Tiella.
Nel 1968 ottenne la dignità di chiesa parrocchiale e negli anni successivi vennero effettuati lavori al presbiterio, la ritinteggiatura degli interni e il restauro della facciata.
Tradizionalmente nell'ultima domenica di novembre, giorno più vicino alla ricorrenza della santa che cade il 25 del mese, si tiene a Rovereto la fiera di Santa Caterina.

## Descrizione

### Esterni
Il prospetto principale si affaccia in via Borgo Santa Caterina, che è quasi parallela a corso Rosmini e si presenta semplice e lineare. Il portale è architravato e arricchito da una lunetta affrescata posizionata nella parte racchiusa da un arco a tutto sesto. Al centro della facciata si trova un grande oculo strombato con vetrata policroma che illumina la controfacciata, la cantoria e la sala. La struttura a capanna si conclude con il grande frontone triangolare.
Ai lati vi sono due porte di accesso secondarie sormontate da grandi finestre rettangolari. La porta a destra permette l'accesso alla zona conventuale.
L'orientamento è verso sud e la torre campanaria si alza accanto al presbiterio.

### Interni
La navata interna è unica, senza divisioni in campate e con volta a botte.
L'altare maggiore, in legno, è opera pregevole di frate Giacinto da Gussola e risale al 1770. La pala d'altare, raffigurante Madonna con Bambino e Santa Caterina, è stata dipinta nel 1829 da Giuseppe Craffonara